# Informationsgehalt (Wissenschaftstheorie)
Der Informationsgehalt einer Aussage bemisst sich an der Anzahl der Möglichkeiten, die Aussage zu überprüfen und zu widerlegen (zu falsifizieren). Eine Aussage, die sich nicht überprüfen und damit also auch nicht widerlegen lässt, hat demnach keinen Informationsgehalt. Beispielsweise lässt sich die Aussage „Wenn ich den Gegenstand auf den Boden fallen lasse, zerbricht er oder auch nicht“, nicht widerlegen. Jedes Ereignis würde diese Aussage (Hypothese) bestätigen und kein Ereignis könnte die Aussage widerlegen (falsifizieren).
Dieser Begriff darf aber nicht verwechselt werden mit der Bedeutung des Informationsgehalts in der Informationstheorie von Claude Shannon.
Der Begriff taucht in der Wissenschaftstheorie an zwei Stellen auf:
- Im Zusammenhang mit der Formulierung von Hypothesen

„Je weniger Falsifikatoren, desto geringer ist der Informationsgehalt“.
„Je größer die Anzahl der potentiellen Falsifikatoren, desto höher ist ihr ‚Informationsgehalt‘ “.
- Im Zusammenhang mit der Skalentheorie und dem damit verbundenen Eindeutigkeitsproblem[4]

Da sprachlich formulierte Hypothesen häufig auch als statistische Hypothesen formuliert werden, um mit Hilfe eines Experiments empirisch überprüft zu werden, liegt eine Verbindung zwischen der Verwendung des Begriffs Informationsgehalt in beiden Kontexten nahe. Die sprachliche Hypothese wird in Form einer Aussage formuliert, die statistische Hypothese kann nur überprüft werden, wenn die verglichenen Zahlen ein Skalenniveau aufweisen, das die Überprüfung zulässt.
Mit Hilfe einer Skala lassen sich Aussagen über ein empirisches Relativ machen. Ob man mithilfe einer Skala die gewünschte Aussage überhaupt machen kann, lässt sich überprüfen, was an folgendem Beispiel erläutert wird:
„Soll z. B die Vorliebe des Publikums für bestimmte Filmgattungen (Science-Fiction, Krimi, Heimatfilm usw.) so gemessen werden, dass eine Rangordnung entsteht, so muss als Axiom die, Transitivität´ der Präferenzrelation gefordert werden. Das heißt, dass jeder Zuschauer der einen Science-Fiction gegenüber einem Krimi und einen Krimi gegenüber einem Heimatfilm vorzieht, auch einen Science-Fiction gegenüber einem Heimatfilm vorziehen muss. Zieht ein solcher Zuschauer aber doch einen Heimatfilm einem Science-Fiction vor, so ist das Axiom der Transitivität der Präferenzrelation nicht erfüllt. Somit kann keine Messung erfolgen, die eine Rangordnungsmöglichkeit erlaubt“.